# Pinka

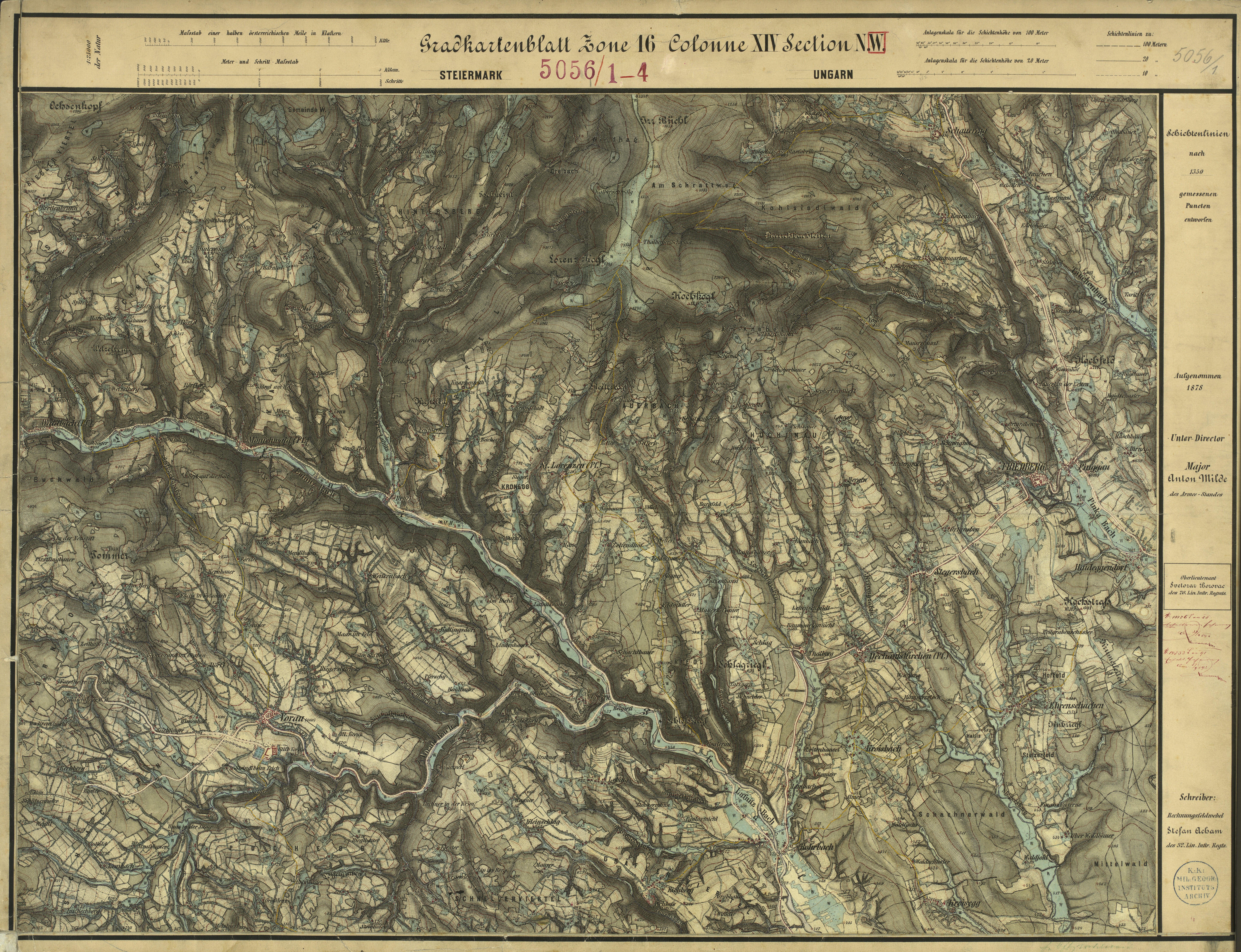
Die Pinka um 1878 bei Pinggau auf einer Karte der Franzisco-Josephinischen Landesaufnahme.

Die Pinka (veraltet auch: Pinggau und Pinkau) ist ein linker Nebenfluss der Raab. Sie hat eine Länge von 94 Kilometern und verläuft durch Österreich und Ungarn, wo sie in der Landessprache ebenfalls den Namen Pinka führt.

## Name
Der Fluss wird zwischen 1151 und 1159 als „inter Pincam“ erstmals urkundlich erwähnt. Der Ortsname Pinkafeld erscheint schon im Jahr 860 als Peinihhaa in den schriftlichen Aufzeichnungen. Die Deutung des Namens ist unsicher. Möglicherweise besteht eine Zusammenhang mit dem indogermanischen *bʰog-/ā mit der Bedeutung „wo (die Wellen) gebrochen werden“.

## Geografie

### Verlauf
Die Quelle der Pinka (offizielle Gewässernummer der Steiermark: 2947) befindet sich am südöstlichen Abhang des Niederwechsels (1669 m) – etwa auf halber Strecke zwischen „Steinerner Steige“ und Niederwechsel auf rund 1400 m – auf dem Gebiet der Katastralgemeinde Schaueregg in der Steiermark, in Nähe der Vorauer Schwaig. Die junge Pinka passiert dann Pinggau, wird von der Süd Autobahn in etwa 50 m Höhe mittels einer Stahlbetonbrücke überquert, tritt bei Sinnersdorf (Gemeinde Pinggau) in das Burgenland über und durchschneidet dabei Westausläufer der Buckligen Welt (Niederösterreich). Der weitere Flussverlauf geht in südöstlicher Richtung durch das Burgenland.
Ab Pinkafeld weitet sich das Pinkatal und Riedlingsdorf wie Oberwart werden passiert. Über Rotenturm an der Pinka, Jabing und auch Kotezicken wird schließlich die „Pinkaschlucht“ erreicht. Zwischen Woppendorf, Burg und der ungarischen Grenze hat sich der Fluss ein tiefes Flussbett in die hügelige Landschaft gegraben. Die steinigen Steilwände können als einzigartig im Südburgenland bezeichnet werden. Besonders von der österreichischen Seite der Schlucht im Schandorfer Wald bietet sich ein herrlicher Blick über den Verlauf des Flusses an. Im nachfolgenden, unteren Pinkatal, das auch Pinkaboden genannt wird, wechselt die Pinka mehrmals zwischen österreichischem und ungarischem Staatsgebiet. Schließlich mündet die Pinka, nachdem sie Pinkamindszent passiert hat, südlich von Körmend in Ungarn in die Raab.

### Nebenflüsse
Als Nebenflüsse auf steirischem Landesgebiet nennen Tschermak und Böhm im 19. Jahrhundert Irrbichl, Schwarzbach (heute: Schwarzenbach, Gewässernr. 5144), Kogelbach, Tauchen (heute: Tauchenbach, 4154) und Schäferbach (heute: Schäffernbach, 3763).
Die größeren Zuflüsse linksseitig sind:
- Tauchenbach bei Lafnitzdorf in Pinggau
- Schäffernbach bei Schäffernsteg in Pinggau
- Zickenbach bei Kotezicken in Mischendorf
- Tauchenbach bei Burg in Hannersdorf

und rechtsseitig:
- Teichbach bei Kotezicken in Mischendorf
- Strem bei Kemestaródfa

### Ortschaften
An der Pinka liegen die Städte Pinkafeld, Oberwart und Körmend sowie die Marktgemeinden Pinggau, Riedlingsdorf, Rotenturm und Eberau.

## Umwelt

### Fauna
In und an der Pinka lebt eine Vielzahl unterschiedlicher Tiere, wie beispielsweise Bachforellen, Koppen, Stockenten oder Graureiher, sowie verschiedene Libellenarten. Es wurden sogar Fischotter gesichtet.

### Wasserqualität
Die Pinka besitzt eine durchschnittliche Wasserqualität II (mäßig belastet).

## Sonstiges
- Der Fluss ist Namensgeber
  - des Pinkatals, welches sich im südlichen Burgenland von Pinkafeld bis Heiligenbrunn erstreckt
  - der Pinkatalbahn.

- In Pinkafeld fand 2001 eine Renaturierung der Pinka statt.

- Straßennamen[6]
  - In Wien-Floridsdorf wurde 1953 die Pinkagasse nach dem Fluss benannt.
  - In Oberwart: Linkes Pinkaufer, Pinkagasse und Rechtes Pinkaufer
  - In Pinggau: An der Pinka, Pinkatalstraße	und Pinkaweg
  - Alte Pinka: in Oberbildein
  - An der Pinka: in Jabing
  - Pinkagasse: in Deutsch-Schützen, Pinkafeld, Riedlingsdorf und Rotenturm an der Pinka
  - Pinkataler Weinstraße in: Moschendorf
  - Pinkaweg: in Badersdorf und Kotezicken